# Pączewo (przystanek kolejowy)
Pączewo – zlikwidowany przystanek osobowy w Pączewie, w województwie pomorskim, w powiecie starogardzkim, w gminie Skórcz.

## Położenie
Stacja jest położona na obrzeżach Pączewa.

## Linia kolejowa
Przez Pączewo przebiega zamknięta, dawna linia kolejowa łącząca Skórcz ze Starogardem Gdańskim.

## Pociągi

### Pociągi osobowe
Obecnie nie kursują.

### Ruch towarowy
Obecnie nie kursują.

## Infrastruktura

### Dworzec
Budynek dworca jest wielobryłowy. Został zbudowany z cegły i jest kryty dachówką. Główna część jest piętrowa.

### Peron
Peron jest niezadaszony.